# Veg
Le format de fichier VEG est le format natif des projets pour le logiciel Sony Vegas (aujourd'hui Vegas Pro).